# SStB – Admont bis Lipoglau
Die SStB – Admont bis Lipoglau waren Dampflokomotiven der Südlichen Staatsbahn (SStB) Österreich-Ungarns.
Die neun Lokomotiven wurden von der Lokomotivfabrik der WRB 1845, also noch während die Lieferung der 2A-Reihe (vgl. SStB – Gratz bis Laibach) lief, geliefert.
Sie erhielten die Namen „ADMONT“, „ADRIA“, „LEITERSBERG“, „DRAU“, „KÄRNTEN“, „KRAIN“, „STRASS“, „ENNS“ und „LIPOGLAU“.
Die Lokomotiven dieser Reihe kamen 1858 im Zuge der Privatisierung österreichischer Staatsbahnen zur Südbahngesellschaft, die ihnen die Nummern 865–873, aber keine Reihennummer zuwies.
Die Ausmusterung erfolgte bereits 1860.